# Central Nuclear de Darkhovin
La Central Nuclear de Darkhovin (en persa: نیروگاه اتمی دارخوین)  es una planta de energía nuclear planificada situada a unos 70 kilómetros al sur de Ahvaz, Irán en el río Karun. Un reactor esté firmemente planeado. Se cancelaron algunos otros proyectos en este sitio. Antes de la Revolución iraní, Irán había firmado un contrato de 2 mil millones de dólares con la empresa francesa Framatome para construir dos reactores de agua a 910 MW a presión, en Darkhovin. Después de la Revolución, Francia se retiró del proyecto y los componentes de ingeniería de la planta fueron retenidos en Francia. 
Posteriormente, el proyecto fue considerado por el propio Irán, debido a que ningún otro país estuvo dispuesto a cooperar en su construcción. Irán comenzó a diseñar el reactor autóctono de la Central Nuclear Darkhovin basándose en el diseño del reactor IR-40 utilizando agua pesada. El diseño del reactor nuclear iraní tiene una capacidad de 360 MW. La planta fue anunciada en 2008, originalmente programada para entrar en funcionamiento en 2016, pero la construcción se ha retrasado.
En mayo de 2022, el subdirector de la Organización de Energía Atómica de Irán dijo que se estaba planificando la construcción de una planta autóctona de 360 MWe. El 3 de diciembre de 2022, la televisión estatal iraní anunció que había comenzado la construcción de una planta autóctona de 300 MW, que se espera que tarde ocho años en construirse y cueste entre 1.500 y 2.000 millones de dólares.